# SDGMR c. Dolphin Delivery Ltd.
 SDGMR c. Dolphin Delivery Ltd.  est un arrêt de principe de la Cour suprême du Canada rendu en 1986 qui énonce que la Charte canadienne des droits et libertés  s'applique à l'action gouvernementale et à la common law, sauf lorsque les affaires sont uniquement entre des parties privées. Néanmoins, les juges devraient interpréter la common law à la lumière de la Charte.

## Les faits
Le Syndicat des détaillants, grossistes et magasins à rayons (SDGMR) a demandé au tribunal que Dolphin Delivery et Supercourier soient déclarés alliées de Purolator, un employeur des membres du syndicat. Cela permettrait au syndicat de faire du piquetage secondaire dirigé contre les locaux de Dolphin alors que ses employés n'auraient pas eu à franchir la ligne de piquetage.
La Commission des relations du travail de la Colombie-Britannique a refusé d'entendre la demande puisque le différend était régi par le Code canadien du travail, étant donné que Purolator était une entreprise interprovinciale.
Dolphin a obtenu une injonction contre le piquetage secondaire dirigé contre ses locaux au motif que la common law ne permet pas le piquetage secondaire.
L'action a été intentée par le syndicat au motif que ses droits à la liberté d'expression ( article 2(b) de la Charte canadienne) et à la liberté d'association (article 2(d)) en vertu de la Charte ont été violés.

## Jugement de la Cour suprême
Le pourvoir du SDGMR est rejeté.

## Motifs du jugement
Le juge McIntyre, écrivant au nom de la Cour, a examiné l'article 52(1) de la Loi constitutionnelle de 1982, qui dispose que toute loi incompatible avec la Charte est inopérante. Le tribunal a déclaré que cela devait être interprété au sens large et devait donc inclure à la fois le droit statutaire et la common law. 
Cependant, cette interprétation devait être conciliée avec l'article 32 L.C. 1982 qui dispose que la Charte ne devrait s'appliquer qu'au Parlement et aux législatures. La Cour a donné la préférence à l'article 32 et a déclaré que la Charte ne s'applique à la common law que lorsqu'il y a un élément d'intervention gouvernementale au litige.
La question de savoir si les tribunaux étaient inclus dans le sens de gouvernement a été examinée. La Cour a conclu que les ordonnances de la cour ne constituent pas une action gouvernementale, car les tribunaux doivent plutôt être les arbitres neutres et ne peuvent être inclus sans élargir indûment la portée de la Charte. Cependant, les pouvoirs législatif, exécutif et administratif relèvent de la compétence du gouvernement.
Le jugement final de la cour est énoncé succinctement par le juge McIntyre aux paragraphes 1 et 2 :
- 1. La Charte ne s'applique pas directement à la common law à moins qu'elle ne soit le fondement d'une action gouvernementale.
- 2. Même si la Charte ne s'applique pas directement à la common law en l'absence d'intervention gouvernementale, la common law doit néanmoins être élaborée conformément aux valeurs de la Charte.

Dans la même veine, voir Hill c. Église de scientologie de Toronto, R. c. Salituro, Dagenais c. Société Radio-Canada , et R. c. Park, écrit par la juge L'Heureux-Dubé.